# Rutger von Ascheberg

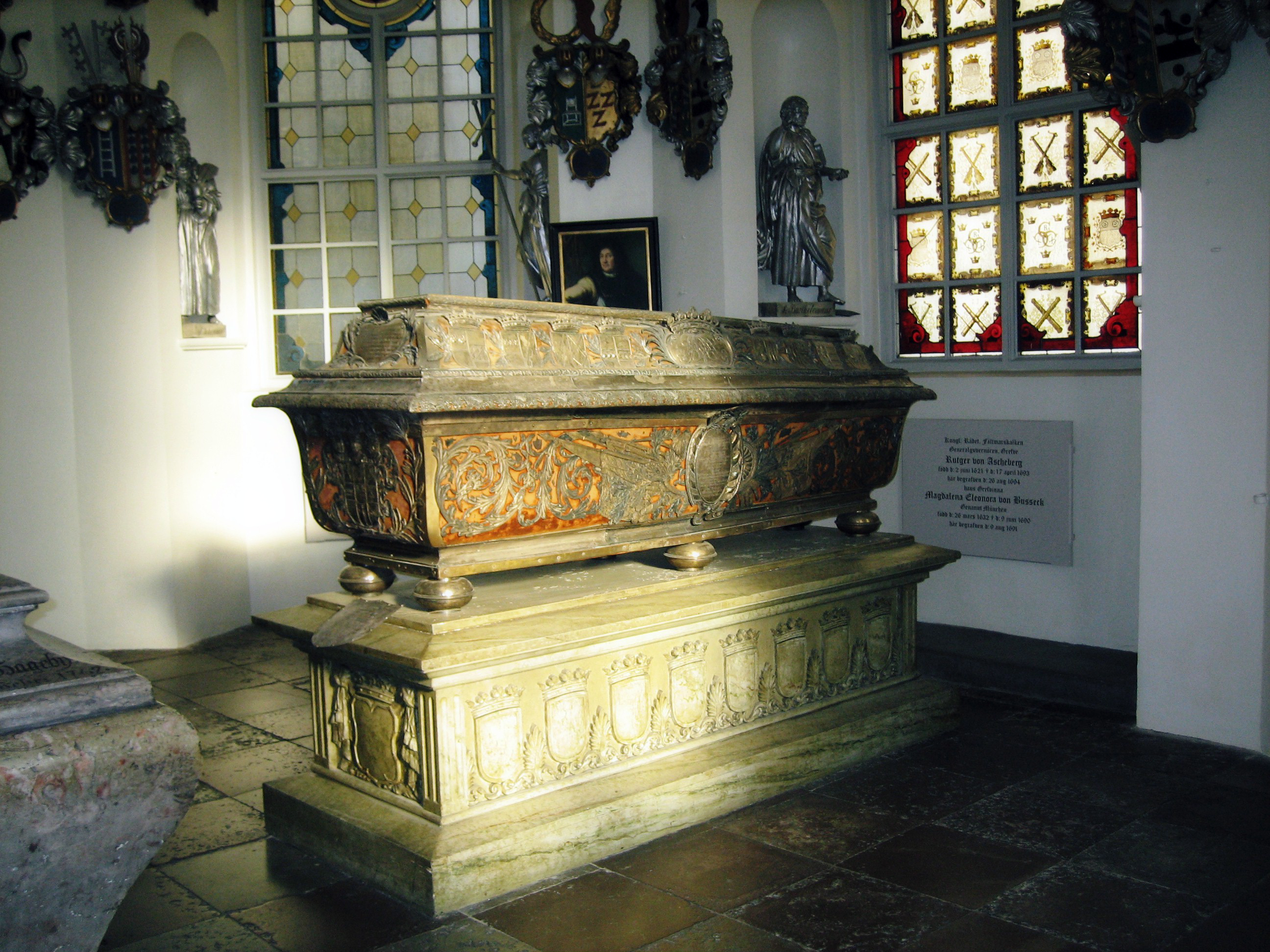
Rutger von Aschebergs kista i det Aschebergska gravkoret, Christinae kyrka, Göteborg.

Rutger von Ascheberg, född 2 juni 1621 på godset Berbonen i Kurland, Lettland, död 17 april 1693 i sitt hus vid Stora torget (senare Gustaf Adolfs torg) i Göteborg, var en svensk greve, militär och ämbetsman. Han blev överste 1656, generalmajor av kavalleriet 1664, generallöjtnant 1670, friherre 1673, general 1674, fältmarskalklöjtnant 1677, fältmarskalk 1678, generalguvernör över de tidigare danska landskapen Skåne, Halland, Bohuslän och Blekinge 1680 samt kungligt råd 1681 och greve 10 december 1687.

## Biografi

### Släkten
Rutger von Ascheberg var stamfader för de svenska friherrliga och grevliga (nr.23) ätterna von Ascheberg och kurländska ätten (nr.197) Ascheberg-Söfdeborg, som utgick på manssidan 1722 med sonen generallöjtnanten greve Kristian Ludvig von Ascheberg. Föräldrar var Vilhelm von Ascheberg, herre till Abgullen och Margareta von der Osten. Aschebergs syster var Anna Elisabeth von Ascheberg (1626–1694), gift 1:o med Jöns Bildt (†1647) till Kåröd och 2:o med generalmajoren, friherre Johan Benedikt von Schönleben (1613–1706).
På fädernet härstammade släkten från Italien med namnet Aschelej, inflyttade därefter till Westfalen och grundade stamgodset Ascheberg. Släkten kan där spåras redan på 1100-talet med huvudsätena Byink, Ichterloe och Göttendorf. Från Westfalen förgrenade sig släkten till Holstein, där även ett gods med namnet Ascheberg finns i närheten av Plön, samt till Livland och Kurland och vidare till Sverige.
Rutger von Ascheberg gifte sig den 25 november 1650 på slottet Gross Buseck i Oberhessen med Maria Eleonora von Buseck (1632–1690). De fick tillsammans 25 barn, varav nio dog vid födseln och av de återstående 16 är 12 kända (se uppställningen nedan). von Buseck var dotter till lantdomaren Johan Filip von Buseck i Hessen-Darmstadt och Clara Sabina von Oijenhausen. Ascheberg överlevde de flesta av barnen.

### Uppväxt och tidiga karriär
Rutger von Ascheberg tillhörde en släkt där krigaryrket gått i arv i flera generationer, och på det sättet kom han redan i 13-årsåldern i kontakt med det militära, genom att han som page medföljde en överste von Brink på resa till hertig Bernhard av Sachsen-Weimar.
Ascheberg utmärkte sig under det trettioåriga kriget i slagen vid Nördlingen 1634 och den 12 juli 1644 fick han sin första officersfullmakt, som kornett. I slaget vid Salzungen blev han svårt sårad, men tillfrisknade snabbt och deltog därefter i slaget vid Jankov 1645. Han blev kapten 1645 och ryttmästare redan 1646. Efter krigets slut gick han i tjänst hos greve Fredrik av Hessen-Kassel, men övertalades 1655 genom ett egenhändigt brev från Karl X Gustaf att som överstelöjtnant återgå i tjänst.

### Avancemang i den svenska armén
Under Karl X Gustavs polska och danska krig var han regementschef, och deltog i slaget vid Konitz 1656 och tåget över Stora bält 1658. Efter sina insatser i slaget vid Konitz belönades han av Karl X med kungens egen värja, ett präktigt skärp, en värdefull guldkedja och ett gods i Preussen. Efter Karl X:s död och freden i Roskilde lockades han att stanna i Sverige genom en årlig pension på 500 daler silvermynt samt ett gods med en årlig avkastning på 400 daler silvermynt. Han utnämndes den 31 augusti 1664 till generalmajor, den 10 mars 1670 till generallöjtnant och den 23 september 1674 till general. Innan dess hade han den 18 december 1673 upphöjt i friherrlig stånd med Kastellgården i Bohuslän som friherreskap.

### Skånska kriget
Den 10 augusti 1677 utnämndes Ascheberg till fältmarskalklöjtnant och året därpå den 10 november till fältmarskalk över hela den svenska hären. I ett brev till Ascheberg skriver Karl XI år 1680; ...det lilla, som jag i detta kriget har lärt, har jag Herr Fältmarskalken att tacka för, och så länge jag lefver, skall jag veta erkänna det. Under skånska kriget var han högste befälhavare över de svenska trupperna och deltog i slaget vid Lund 1676 och slaget vid Landskrona 1677. Under åren 1634–1679 deltog von Ascheberg i femton av den svenska härens drabbningar och erövrade nära fyrtio standar och fanor.
Aschebergs övertygande militära framgångar fick den annars så sparsmakade Karl XI att efter det Skånska kriget överösa honom med ärebetygelser och viktiga poster. Den 1 maj 1677 utnämndes Ascheberg till guvernör över Bohuslän (senare Bohus län), och den 29 september 1679 blev han guvernör över Göteborg (med svenska Hisingen, Askims, Säfvedals och Vättle härad, liksom öfver Bohuslän, Dal, staden Vänersborg och halfva Väne härad). Redan den 13 december 1679 fick Ascheberg generalguvernörs titel, och efter Johan Göransson Gyllenstiernas död den 10 juni 1680  fick han överta dennes generalguvernement över Skåne, Halland och Blekinge, vilket dock ändrades så att det genom kunglig fullmakt den 4 september 1680 omfattade Skåne, Halland, Göteborg och Bohuslän. Enligt resolution av den 17 januari 1681 blev Malmö hans nya residensstad.
Ascheberg blev bland annat en av kungens rådgivare 1681 och erhöll 1687 grevlig värdighet. Kungen, som annars var högst formell i kontakten med sina ämbetsmän, kallade i sin korrespondens med Ascheberg honom för "min trogne lärofader", "min gode, trogne gubbe" och "min gamle läromästare, som jag aldrig kan fulltacka".

### Sista tiden

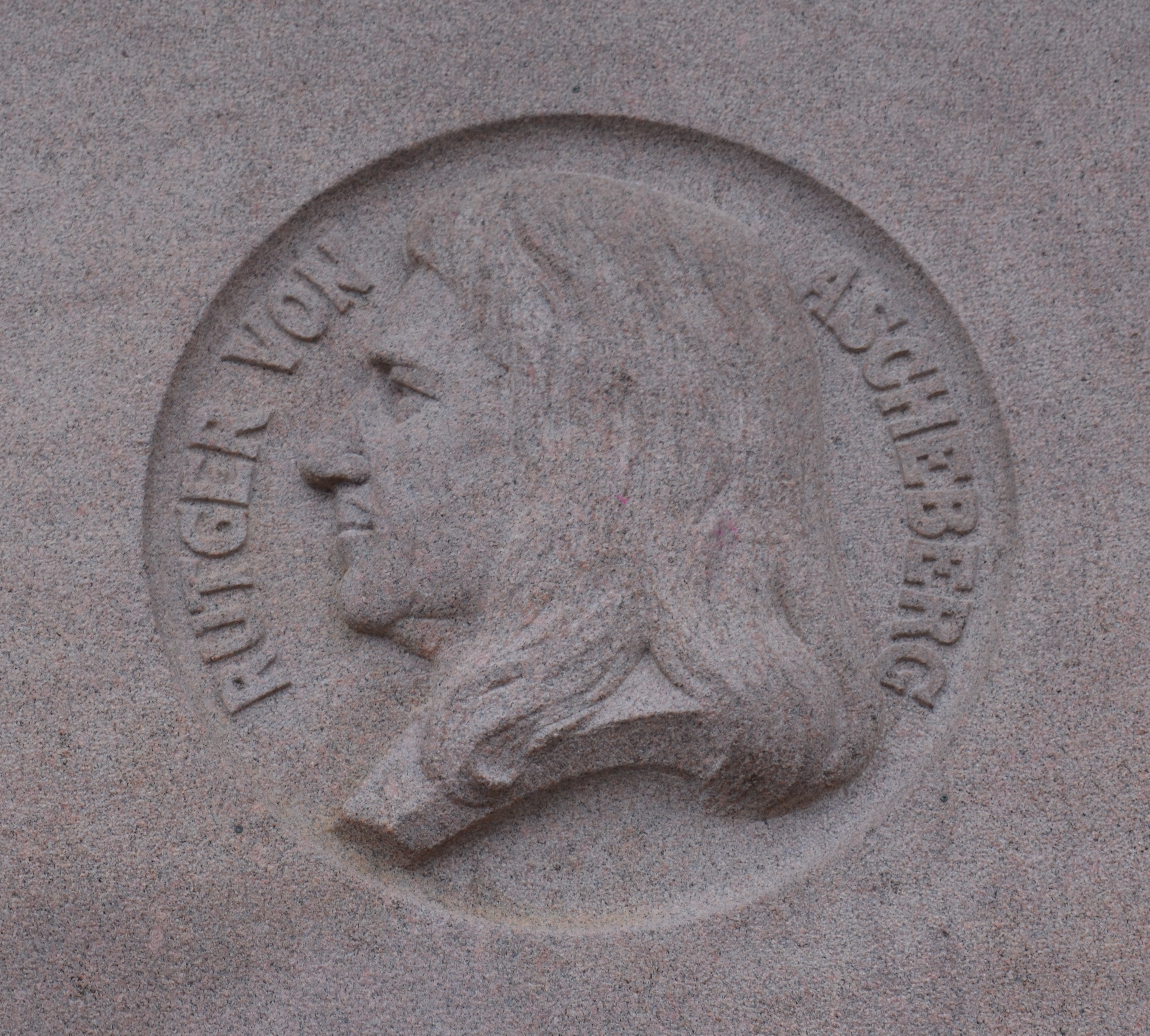
Rutger von Asheberg avporträtterad av Theodor Lundberg på basen av ryttarstatyn av Karl X Gustav i Uddevalla

Som generalguvernör över de tidigare danska landskapen förde Ascheberg en tidvis ifrågasatt återhållsam försvenskningspolitik, som kontrasterade med hans föregångare på posten Johan Gyllenstiernas mer radikala ansatser. Lunds universitet, som legat nere under kriget, återupptog sin verksamhet och tryggades av Ascheberg genom donation av en del gods. Universitetet bildade även ett centrum för försvenskningsprocessen. Ascheberg var även drivande bakom reduktionen och organiserade indelningsverket. I Bohuslän ägde von Ascheberg ett flertal gårdar, såsom bland andra Holma, Kastellgården, Stenungsö, Gullmarsberg (Skredsvik), Ström och Torreby. Han blev mycket förmögen och var, vid sidan om Margareta Hvitfeldt och Dorothea Bielke, Bohusläns genom tiderna rikaste person.
Den tidigare guvernören övergav dock inte sitt "Götheborg" helt. Två år efter flytten till Göteborg 1678, köpte han den 29 juni 1680 det senare benämnda kommendanthuset vid dåvarande hörnet av Stora torget 2/Torggatan, för 6 000 daler silvermynt av "Öfverstinnan Karin Norfelt". Huset stod kvar till 1936. von Ascheberg avled i sin bostad i Göteborg mellan klockan 7 och 8 på morgonen den 17 april 1693.

### Begravning
Redan under sin levnad, den 28 februari 1681, beställde Ascheberg ett storslaget gravkor, vilket uppfördes i Tyska kyrkan i Göteborg, och invigdes den 11 december 1682 med fältmarskalken på hedersplats. Han begravdes under mycket pampiga ceremonier den 26 augusti 1694, och kung Karl XI reste från Stockholm för att delta. Begravningskostnaderna lär ha uppgått till den höga summan av 4 200 daler silvermynt.

### Eftermäle
Rutger von Ascheberg har fått Aschebergsgatan i Göteborg uppkallad efter sig. Hans födelsedag, den 2 juni, är sedan 1901 namnsdag för Rutger i den svenska almanackan, till hans ära.

## Kända barn med hustrun Maria Elenora von Buseck
- Georg Fredrik, född 10 december 1651 på slottet Fähre i Hessen, död 22 augusti 1677 klockan 10 i kallbrand, efter att han blivit sårad i striderna utanför Kristianstad den 15 augusti. Överstelöjtnant vid Helsinge infanteriregemente.
- Margareta Sabina, född 25 november 1652 på slottet Fähre i Hessen, död 4 februari 1738. Gift 1:o med Kristian Bildt (1645–1672) och 2:o med översten Georg Lilliehöök (†1727), med vilken hon hade två döttrar.
- Ludvig Volrath, född 7 juli 1654 på slottet Fähre i Hessen, död 14 april 1677, klockan 10 på kvällen. Studerade vid universiteten i Lund och Giessen. Löjtnant och ryttmästare. Deltog i slaget vid Lund.
- Anna Elisabeth, född 10 maj 1656 på Kolltorps gård, död 2 september 1686. Gift 1679 med överstelöjtnanten vid Västgöta Dals regemente Arvid Soop, fyra döttrar.
- Karl Gustaf, född 13 september 1659 – död 15 maj 1660.
- Rutger, född 6 juni 1660 – död 15 i samma månad.
- Gustaf Adolf, född 23 juni 1661, död 5 november 1691. Överstelöjtnant. Gift den 4 juni 1690 med Beata Torstensson (1667–1691), dotter till kungliga rådsherren och presidenten i Åbo hovrätt, greve Anders Torstenson och grevinnan Kristina Stenbock.
- Christian Ludvig, generallöjtnant, född 4 juni 1662, död 1 februari 1722. Gift den 24 december 1697 med grevinnan Mariana Margareta Wittenberg († 24 juli 1720), dotter till generallöjtnanten greve Johan Leonard Wittenberg och grevinnan Polydora Kristina Wrangel af Salmis.
- Eleonora Elisabet, född 13 september 1663 – död 13 november 1737. Gift 14 september 1679 med översten, senare landshövdingen i Älvsborgs län, friherre David Makeléer (†10 november 1708). De fick tillsammans fem söner och två döttrar. Ett av deras barnbarn var Rutger Macklean.[8]
- Sofia Lovisa, född 23 augusti 1664, död 1 augusti 1720. Gift den 30 juni 1685 med kungliga rådet och amiralgeneralen, greve Hans Wachtmeister af Johannishus, 1641–1714. De fick tillsammans fyra söner och tre döttrar.
- Otto Vilhelm, född den 5 augusti 1665 på gården Holma i Bohus län, död i Malmö den 2 juni 1687. Han blev den 20 april kornett vid Änkedrottningens livregemente och avancerade där till kapten.
- Margareta, född 9 juli 1671 på gården Holma, död i Kalmar den 10 oktober 1753. Gift den 26 januari 1691 med översten Kjell Kristoffer Barnekow (1663–1700). De fick tre söner och två döttrar. Äldste sonen blev landshövding i Kristianstads län.